# Gymnosoma nitens
Gymnosoma nitens är en tvåvingeart som beskrevs av Johann Wilhelm Meigen 1824. Gymnosoma nitens ingår i släktet Gymnosoma och familjen parasitflugor. Inga underarter finns listade i Catalogue of Life.